# Keks
Keks je česká rocková hudební skupina, založená roku 1981. Jejím frontmanem je kytarista Štěpán Kojan, s Petrem Dudíkem též zakladatelé a výhradní autoři písní. 
V začátcích byla kapela silně ovlivněna kapelami jako Deep Purple, Sweet nebo Slade. Zprvu hráli pouze v okolí Benešova a Tábora, nicméně v průběhu let se jejich působnost rozšířila, dnes vystupují po celém Česku na tanečních zábavách i festivalech, jako je Votvírák, Sázavafest, Benátská noc, Okolo Třeboně a další. V průběhu kariéry skupina natočila několik videoklipů a vystupovala mimo jiné jako host kapely Smokie na jejich českém turné nebo jako předkapela zpěvačky Suzi Quatro. Třicet let na scéně oslavila v dubnu 2011 koncertem ve velkém sále pražské Lucerny.
V roce 2015 získala kapela v anketě Český Slavík 51. místo (56. v roce 2014) s 997 hlasy.

## Diskografie

### Řadová alba
1. Karavany snů (1991, ZERAS Agency; reedice 1998, KEKS)
2. Přátelství žen (1994, Bellatrix digital Recording)
3. Stačilo tak málo (1996, KEKS)
4. Móda (1997, KEKS)
5. Koupím si umělou ... (2004, Agrofin Praha s. r. o.)
6. Poslední bál (2006, KEKS)
7. To se mi líbí (2008, Multisonic a. s)
8. Jak děkuje se andělům (2010, Multisonic a. s)
9. Brána do snů (2015)

### Kompilační desky
1. Proč holky pláčou (2007, Multisonic a. s.)
2. Ploužáky (2002, KEKS)
3. The Best of KEKS (2001, KEKS)

### DVD
1. DVD - KEKS 25 let (2006, KEKS)
2. Lucerna – 14.4.2011 (2011)
3. Keks s Jihočeskou filharmonií – 2CD/2DVD (2016)